# Peder Puck
Peder Puck (24 settembre 1892 – 10 gennaio 1989) è stato un calciatore norvegese, di ruolo attaccante.

## Carriera

### Club
Puck giocò con la maglia del Kvik Halden.

### Nazionale
Conta una presenza per la Norvegia. Il 19 agosto 1917, infatti, fu in campo nel pareggio per 3-3 contro la Svezia.

## Palmarès

### Club

#### Competizioni nazionali
- Coppa di Norvegia: 1

Kvik Halden: 1918

#### Altro
Fondo l'attività turistica nel 1930: Puck og Falkevik A/S. Era sposato con Astrid Musæus.